# Villa Tevere

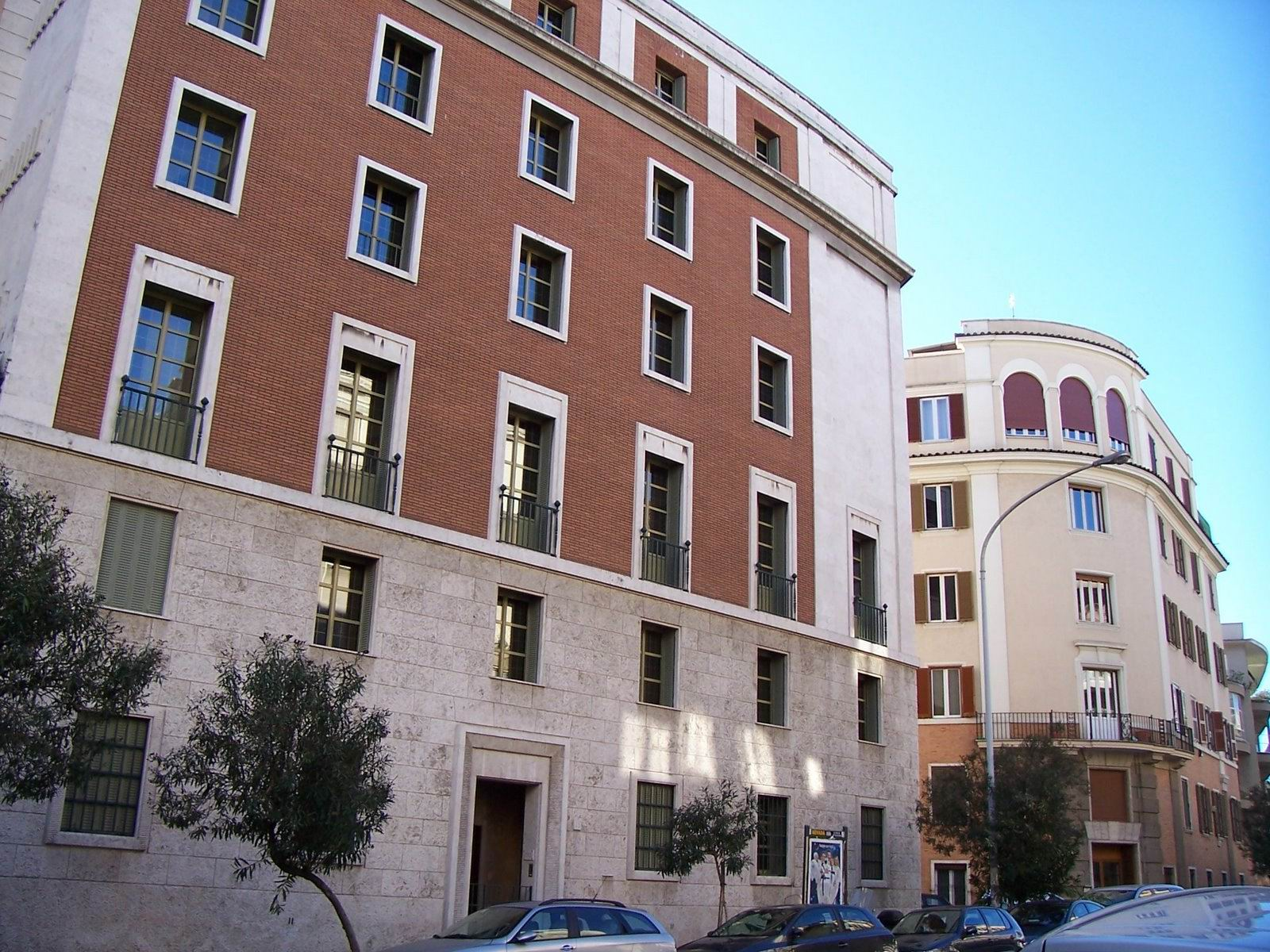
Villa Tevere

Villa Tevere (wł. Villa Tyber) to siedziba centralna Opus Dei. Mieści się w Rzymie, przy viale Bruno Buozzi 73.

## Historia
Decyzję o budowie Villa Tevere podjął św. Josemaria Escriva. Założyciel Opus Dei od początku ekspansji Dzieła poza Hiszpanię chciał, aby siedziba organizacji znalazła się w Rzymie, mieście Ojca Świętego i Kościoła. W roku 1948, pomimo małej ilości miejsca w Villa Tevere, święty Josemaría utworzył tam Rzymskie Kolegium Świętego Krzyża (obecnie znajduje się na przedmieściach Rzymu pod nazwą Cavabianca). Tam kształtowali się członkowie dzieła z całego świata, wielu z nich przyjmowało także święcenia kapłańskie.
Villa Tevere było budowane na kredyt, pieniędzy pomagał szukać założycielowi jego późniejszy następca, ks. Alvaro del Portillo. Prace przy Villa Tevere zostały zakończone 9 stycznia 1960 roku.
W Villa Tevere mieszkał św. Josemaria przez ostatnie 30 lat swojego życia, razem z wieloma świeckimi i księżmi z Opus Dei. Spora liczba księży spowodowała, że Villa Tevere posiada liczne kaplice (powstawało przed Soborem Watykańskim II, a wówczas każdy ksiądz odprawiał własną mszę, bez koncelebry).

## Kościół Prałacki
W obrębie budynków Villa Tevere znajduje się Kościół prałacki Najświętszej Maryi Panny Królowej Pokoju - faktycznie niewielka kaplica, która jest niejako "katedrą" prałata Opus Dei i prałatury. W niej znajduje się dziś ciało św. Josemarii. Przy wznoszeniu i zdobieniu willi i kościoła czynny był Manuel Caballero.

## Karol Wojtyła
W Villa Tevere był m.in. Karol Wojtyła. Było to dnia 5 listopada 1977. Modlił się on przy grobie św. Josemarii.
Kościół prałacki jest otwarty niemal cały czas dla zwiedzających.